# Tercio Gran Capitán
Le Tercio no 1 "Gran Capitán" de la Legión est une unité de la Légion espagnole stationnée à Melilla, province autonome d'Espagne enclavée au Maroc.
Il trouve son origine dans la Première Légion, créée à Tahuima le 2 mai 1925. Il tient son nom en honneur de Gonzalve de Cordoue.

## Missions
Si sa mission principale est la défense de l'enclave de Melilla, l'unité a aussi des engagements opérationnels (Bosnie).

## Composition
Le tercio est composé de :
- une unité de commandement et d'état-major (stationnée au quartier "Millan Astray")
- une compagnie anti-char (formée de 3 sections équipées de missiles anti-chars)
- une bandera d'infanterie :
  - 1 compagnie de commandement et de services
  - 3 compagnies d'infanterie
  - 1 compagnie d'appui (sections mortier, reconnaissance, transmissions, anti-chars, anti-aérienne)
- une bandera mécanisée "Commandante Franco" :
  - 1 compagnie de commandement et de services
  - 3 compagnies d'infanterie
  - 1 compagnie d'appui (sections mortier, reconnaissance, transmissions, anti-chars, anti-aérienne)

| Tercio Duque de Alba            |           |  |                                 |           |
| D. Ricardo Alonso de Vega       | 1939-1942 |  | D. Alberto Serrano Montaner     | 1942-1951 |
| D. Luis de la Fuente y López    | 1951-1952 |  | D. José Pérez Pérez             | 1952-1954 |
| D. Antonio Lucas Mata           | 1954-1956 |  | D. José García García           | 1956-1957 |
| D. Reyes Martínez Vera          | 1957-1960 |  | D. Julio Coloma Gallegos        | 1960-1965 |
| D. Leopoldo Gómez Hortigüela    | 1965-1968 |  | D. Antonio Pascual Galmes       | 1968-1973 |
| D. José Lamas Montes            | 1973-1976 |  | D. Ezequiel Morala Casaña       | 1976-1978 |
| D. Carlos Fortea Ezquerro       | 1979-1980 |  | D. José Sánchez Oliva           | 1980-1983 |
| D. José M. Frasquet Barber      | 1983-1985 |  | D. Máximo de Miguel Page        | 1985-1987 |
| D. Antonio Lucas González       | 1987-1989 |  | D. Evaristo Muñoz Manero        | 1989-1991 |
| D. Eduardo Ramos Gutiérrez      | 1991-1993 |  | D. José Rodríguez Rodríguez     | 1993-1996 |
| D. Carlos Blond Álvarez Manzano | 1996-1998 |  | D. Francisco J. Sánchez Barbero | 1998-2000 |
| D. Enrique de Vivero Fernández  | 2000-2002 |  | D. Adolfo Coloma Contreras      | 2002-2004 |
| D. José Manuel Naveira Gómez    | 2004-2006 |  | D. Carlos Díaz del Rio          | 2006-2008 |
| D. Fernando Ortiz Diaz-Hellín   | 2008-     |  |                                 |           |

## Liens
- page officielle